# (8602) Oedicnemus
(8602) Oedicnemus (2480 T-3) – planetoida z pasa głównego asteroid okrążająca Słońce w ciągu 3,72 lat w średniej odległości 2,4 au. Odkryta 16 października 1977 roku.